# Merlene Ottey
Merlene Joyce Ottey (Cold Spring, 10 maggio 1960) è un'ex velocista giamaicana naturalizzata slovena dal 2002.
È stata la prima donna giamaicana, e di tutta l'area centroamericana, a correre i 100 metri piani in meno di 11" (1985) ed i 200 metri piani in meno di 22" (sempre nel 1985). È stata campionessa mondiale dei 200 metri a Stoccarda 1993 e Göteborg 1995. Ha detenuto il record femminile di partecipazioni olimpiche (sette, superata nel 2012 da Josefa Idem con otto), e quello assoluto di medaglie conquistate ai campionati del mondo di atletica leggera (quattordici, superata nel 2017 da Allyson Felix con sedici).

## Biografia
Merlene è nata a Cold Spring, in Giamaica, da Hubert e Joan Ottey. Quarta di sette figli, assieme a due fratelli, Desmond e Hugh, e quattro sorelle, Yvonne, Beverley, Jane e Ruthven. Nei primi anni frequentò la Gurneys Mount School e la Pondside School, prima di diplomarsi alla Rusea's and Vere Technical High Schools.

### La carriera
La sua carriera atletica prese il volo quando entrò all'Università del Nebraska nel 1979, dove ottenne molti record e molti riconoscimenti, laureandosi inoltre in Belle Arti e sposando il compagno di squadra Nathaniel Page nel 1984. Dopo il divorzio dal primo marito ha vissuto per qualche anno in Italia dove ha avuto una relazione con il velocista italiano Stefano Tilli.

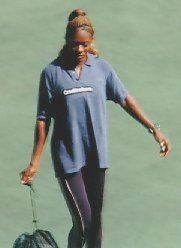
Merlene Ottey a Colonia nel 2007.

Durante la sua lunghissima carriera agonistica Merlene è stata spesso tra le favorite, se non addirittura "la favorita", per una medaglia d'oro sia ai Giochi olimpici che ai Campionati del mondo di atletica leggera. I risultati che ha ottenuto sono sicuramente di alto livello ma mai pari alle aspettative, come ai Campionati del mondo di Tokyo nel 1991, dove era "strafavorita" soprattutto sui 200 m, e invece si dovette accontentare del bronzo anche sui 100 m, finendo le gare alle spalle della tedesca Katrin Krabbe, poi finita fuori dal giro dell'atletica per problemi col doping nel 1992, e dell'americana Gwen Torrence, rispettivamente doppio oro e doppio argento.
Merlene, tra 100, 200 metri e staffette, ha vinto 14 medaglie mondiali (3 ori, 4 argenti e 7 bronzi), seconda atleta in assoluto per numero di medaglie mondiali vinte nella storia alla pari di Shelly-Ann Fraser-Pryce (10 ori e 4 argenti) e dietro ad Allyson Felix con 20 medaglie (14 ori, 3 argenti e 3 bronzi), e 9 medaglie olimpiche (3 argenti e 6 bronzi), seconda atleta femminile per numero di medaglie nell'atletica, superata da Allyson Felix (7 ori, 3 argenti ed 1 bronzo). L'oro olimpico le è sempre sfuggito.
Favorita a Barcellona 1992 nei 100 m, Merlene finì quinta in finale: a salire sul podio furono l'americana Gail Devers, l'altra giamaicana Juliet Cuthbert e la russa Irina Privalova, quarta Gwen Torrence.
Gail Devers finì davanti a Merlene per tre millesimi di secondo anche l'anno dopo ai Campionati del mondo di Stoccarda 1993, e per quattro millesimi nella finale olimpica di Atlanta 1996, una vera bestia nera per Merlene sulla distanza più breve.
A Sydney 2000 finì quarta nei 100 metri per un centesimo, dietro alla connazionale Tanya Lawrence. La squalifica della vincitrice Marion Jones (che nel 2007 confessò di aver usato sostanze dopanti alle Olimpiadi di Sydney e per questo venne costretta a restituire le medaglie vinte 7 anni prima) aveva aperto le speranze per Merlene di vedersi assegnata, con 7 anni di ritardo, la sua nona medaglia olimpica, ma il CIO, per evitare di dover assegnare l'oro dei 100 metri alla greca Ekateríni Thánou (protagonista nel 2004 di una nota vicenda di doping), decise inizialmente di non riassegnare nessuna delle 5 medaglie (3 ori e 2 bronzi) vinte dalla Jones in quelle Olimpiadi; tale decisione fu corretta dal CIO a dicembre 2009 assegnando, per quanto riguarda la gara dei 100 metri, due argenti (sempre per il problema dell'oro alla Thanou) e la medaglia di bronzo alla Ottey.

### Gli anni 2000
Nel maggio 2002 Merlene ottenne la cittadinanza dalla Slovenia, dove vive e si allena con l'allenatore sloveno Srđan Đorđević dal 1998, ed oggi rappresenta la sua nuova nazione negli eventi internazionali. Nell'agosto 1999 Merlene venne squalificata dalla IAAF dopo essere risultata positiva al doping per uno steroide anabolizzante, il nandrolone.

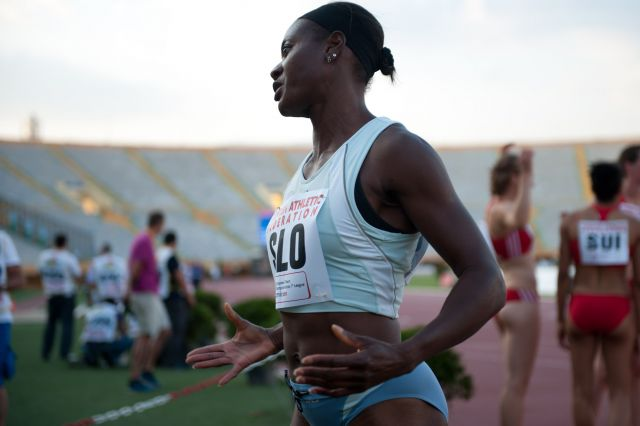
Merlene Ottey agli Europei per nazioni 2011.

La squalifica, pur dando la possibilità a Merlene di partecipare ai campionati del mondo di Siviglia 1999 fino ad ulteriori accertamenti, fu comunque un ostacolo psicologico per la sprinter, che decise di non prendere parte alle competizioni. Essa venne annullata un anno dopo e il laboratorio che aveva eseguito le analisi venne sottoposto a dure critiche. Il disappunto per il trattamento ricevuto dalla federazione giamaicana di atletica leggera fu una delle ragioni (assieme alla minor competizione presente nella sua nuova patria) per cui richiese la cittadinanza slovena.
Grazie alla nuova cittadinanza la Ottey ha avuto la possibilità di partecipare ai campionati del mondo di Parigi nel 2003, dove giunse alle semifinali dei 100 e ai quarti di finale dei 200, alle Olimpiadi di Atene 2004, arrivando così alla sua settima partecipazione dal 1980, riuscendo a raggiungere addirittura le semifinali in entrambe le distanze dei 100 m e dei 200 m, rimanendo fuori dalla finale per pochi centesimi nel primo caso e stirandosi un muscolo nel secondo; ed in più, nel 2006, ha preso parte ai campionati europei di Göteborg, dove è arrivata quinta in semifinale, ad un passo dalla finale, all'età di 46 anni e 91 giorni.
Nel 2007, all'età di 47 anni e 77 giorni, ha partecipato alla gara dei 100 metri ai Campionati del mondo di Osaka, ottenendo però solo un quarto posto nel primo turno di qualificazione: nonostante l'eliminazione, con questa prestazione è divenuta l'atleta più vecchia ad aver mai preso parte ad un campionato mondiale. La sua longevità atletica le aveva già consentito di diventare la donna più vecchia a vincere una medaglia olimpica nell'atletica leggera (a Sydney 2000, 40 anni e 143 giorni) e la donna più vecchia a vincere una medaglia d'oro ai campionati del mondo di atletica leggera (Göteborg 1995, 35 anni e 92 giorni).
Nel 2010 ha partecipato a 50 anni ai campionati europei di Barcellona nella staffetta 4×100, non riuscendo a qualificarsi per la finale.
La stagione 2011 la vede al debutto, alla soglia dei 51 anni, a Celje, in Slovenia, il 12 giugno, ove si classifica 4ª sui 100 metri piani con il tempo di 12"07, ma con 1,6 m/s di vento contrario.
La sua ultima apparizione in pista risale al 25 agosto 2012 a Tallinn, in Estonia, dove si classifica seconda nei 100 metri piani con il tempo di 12"09.

## Primati personali
- Vanta una striscia di imbattibilità tra 100 m, 200 m, 60 m e 200 m indoor (più un 400 m indoor ed un 300 m indoor), di 78 gare tra il 20 maggio 1989 e l'8 marzo 1991.
- È stata imbattuta in 57 finali nei 100 m tra il 9 settembre 1987 ed il 27 agosto 1991 (Mondiali di Tokyo) ed in 36 finali nei 200 m tra il 20 maggio 1989 ed il 30 agosto 1991 (Mondiali di Tokyo).
- Ha corso i 100 m sotto gli 11" per 67 volte regolari ed i 200 m 105 volte regolari sotto i 22"50, di cui 16 volte (nessuna come lei) sotto i 22", e di queste, sette (altro record) nello stesso anno (1990).
- È stata l'unica donna a correre sotto i 22" una gara di 200 m indoor e questo le valse il primato del mondo sulla distanza al coperto.
- Prima dell'avvento dell'americana Marion Jones (10"65 sui 100 m e 21"62 sui 200 m) e della francese Christine Arron (10"73 sui 100 m), Merlene era, con i suoi primati personali, la seconda donna di sempre su entrambe le distanze, la migliore dopo Florence Griffith-Joyner.

## Record nazionali
Seniores
Record nazionali giamaicani
- 150 metri piani: 16"46 ( Trapani, 27 settembre 1989)
- 200 metri piani: 21"64 ( Bruxelles, 13 settembre 1991)
- 50 metri piani indoor: 6"00 ( Mosca, 4 febbraio 1994)
- 60 metri piani indoor: 6"96 ( Madrid, 14 febbraio 1992)
- 200 metri piani indoor: 21"87 ( Liévin, 13 febbraio 1993)

Record nazionali sloveni
- 100 metri piani: 11"09 ( Liegi, 3 agosto 2004)
- 200 metri piani: 22"72 ( Atene, 23 agosto 2004)
- Staffetta 4×100 metri: 43"91 ( Pergine Valsugana, 25 luglio 2003) (Alenka Bikar, Kristina Žumer, Maja Nose, Merlene Ottey)
- 60 metri piani indoor: 7"17 ( Birmingham, 14 marzo 2003) - ( Linz, 7 marzo 2007)

## Progressione

### 100 metri piani
| Stagione | Tempo | Luogo             | Data      | Rank. Mond. |
| -------- | ----- | ----------------- | --------- | ----------- |
| 2011     | 11"77 | Sundsvall         | 31-7-2011 | -           |
| 2010     | 11"67 | Novo mesto        | 13-7-2010 | -           |
| 2008     | 11"60 | Maribor           | 11-7-2008 | -           |
| 2007     | 11"56 | Malles Venosta    | 4-8-2007  | -           |
| 2006     | 11"34 | Glasgow           | 12-8-2006 | 73ª         |
| 2004     | 11"09 | Liegi             | 3-8-2004  | 12ª         |
| 2003     | 11"22 | Velenje           | 8-6-2003  | 34ª         |
| 2002     | 11"28 | Velenje           | 25-5-2002 | 41ª         |
| 2001     | 11"31 | Pretoria          | 23-3-2001 | -           |
| 2000     | 10"99 | Salonicco         | 30-8-2000 | 10ª         |
| 1999     | 10"97 | Lucerna           | 5-7-1999  | 9ª          |
| 1998     | 11"01 | Stoccolma         | 5-8-1998  | -           |
| 1997     | 10"83 | Tokyo             | 6-9-1997  | 3ª          |
| 1997     | 10"83 | Bruxelles         | 22-8-1997 | 3ª          |
| 1996     | 10"74 | Milano            | 7-9-1996  | 1ª          |
| 1995     | 10"85 | Göteborg          | 7-8-1995  | 2ª          |
| 1994     | 10"78 | Parigi            | 3-9-1994  | 2ª          |
| 1993     | 10"82 | Stoccarda         | 16-8-1993 | 1ª          |
| 1992     | 10"80 | Salamanca         | 13-7-1992 | 1ª          |
| 1991     | 10"79 | Vigo              | 23-7-1991 | 1ª          |
| 1990     | 10"78 | Siviglia          | 30-5-1990 | 1ª          |
| 1989     | 10"95 | Villeneuve-d'Ascq | 25-6-1989 | 2ª          |
| 1988     | 11"00 | Saint-Denis       | 7-6-1988  | -           |
| 1987     | 10"87 | Walnut            | 31-5-1987 | 3ª          |
| 1986     | 11"06 | Siviglia          | 24-5-1986 | -           |
| 1985     | 10"92 | Walnut            | 28-4-1985 | 2ª          |
| 1984     | 11"01 | Walnut            | 25-7-1984 | -           |
| 1983     | 11"07 | Lincoln           | 6-5-1983  | -           |
| 1982     | 11"03 | Brisbane          | 4-10-1982 | -           |
| 1981     | 11"07 | Austin            | 29-5-1981 | -           |
| 1980     | 11"36 | Eugene            | 23-5-1980 | -           |
| 1979     | 11"59 | -                 | -         | -           |

### 200 metri piani
| Stagione | Tempo | Luogo           | Data      | Rank. Mond. |
| -------- | ----- | --------------- | --------- | ----------- |
| 2011     | 24"64 | Novo mesto      | 13-7-2011 | -           |
| 2006     | 23"82 | Banská Bystrica | 27-8-2006 | -           |
| 2004     | 22"72 | Atene           | 23-8-2004 | 28ª         |
| 2003     | 22"89 | Nova Gorica     | 10-8-2003 | 37ª         |
| 1999     | 22"43 | Hechtel-Eksel   | 7-8-1999  | 15ª         |
| 1998     | 22"53 | Istanbul        | 30-5-1998 | -           |
| 1997     | 22"06 | Monaco          | 16-8-1997 | 3ª          |
| 1996     | 22"08 | Atlanta         | 1-8-1996  | 3ª          |
| 1995     | 21"93 | Bruxelles       | 25-8-1995 | 3ª          |
| 1994     | 22"07 | Berlino         | 30-8-1994 | 3ª          |
| 1993     | 21"77 | Monaco          | 7-8-1993  | 1ª          |
| 1992     | 21"94 | Barcellona      | 3-8-1992  | 4ª          |
| 1991     | 21"64 | Bruxelles       | 13-9-1991 | 1ª          |
| 1990     | 21"66 | Zurigo          | 15-8-1990 | 1ª          |
| 1989     | 22"21 | Bruxelles       | 25-8-1989 | 2ª          |
| 1988     | 21"99 | Seul            | 29-9-1988 | 5ª          |
| 1987     | 22"06 | Roma            | 3-9-1987  | 4ª          |
| 1986     | 22"43 | Budapest        | 11-8-1986 | -           |
| 1985     | 21"93 | Indianapolis    | 16-6-1985 | 2ª          |
| 1984     | 22"09 | Los Angeles     | 9-8-1984  | 6ª          |
| 1983     | 22"19 | Helsinki        | 14-8-1983 | -           |
| 1982     | 22"17 | Knoxville       | 20-6-1982 | -           |
| 1981     | 22"35 | Des Moines      | 11-4-1981 | -           |
| 1980     | 22"20 | Mosca           | 30-7-1980 | -           |
| 1979     | 23"10 | -               | -         | -           |

## Palmarès
| Anno                             | Manifestazione          | Sede         | Evento      | Risultato        | Prestazione | Note                  |
| -------------------------------- | ----------------------- | ------------ | ----------- | ---------------- | ----------- | --------------------- |
| In rappresentanza della Giamaica |                         |              |             |                  |             |                       |
| 1979                             | Giochi panamericani     | San Juan     | 200 m piani | Bronzo           | 22"79       |                       |
| 1979                             | Giochi panamericani     | San Juan     | 4×100 m     | Argento          | 44"18       |                       |
| 1980                             | Giochi olimpici         | Mosca        | 200 m piani | Bronzo           | 22"20       |                       |
| 1980                             | Giochi olimpici         | Mosca        | 4×100 m     | 6ª               | 43"19       |                       |
| 1980                             | Giochi olimpici         | Mosca        | 4×400 m     | Semifinale       | 3'31"5      |                       |
| 1982                             | Giochi del Commonwealth | Brisbane     | 100 m piani | Argento          | 11"03       |                       |
| 1982                             | Giochi del Commonwealth | Brisbane     | 200 m piani | Oro              | 22"19       |                       |
| 1982                             | Giochi del Commonwealth | Brisbane     | 4×100 m     | Bronzo           | 43"69       |                       |
| 1983                             | Mondiali                | Helsinki     | 100 m piani | 4ª               | 11"19       |                       |
| 1983                             | Mondiali                | Helsinki     | 200 m piani | Argento          | 22"19       |                       |
| 1983                             | Mondiali                | Helsinki     | 4×100 m     | Bronzo           | 42"73       |                       |
| 1984                             | Giochi olimpici         | Los Angeles  | 100 m piani | Bronzo           | 11"16       |                       |
| 1984                             | Giochi olimpici         | Los Angeles  | 200 m piani | Bronzo           | 22"09       |                       |
| 1984                             | Giochi olimpici         | Los Angeles  | 4×100 m     | 8ª               | 53"54       |                       |
| 1987                             | Mondiali indoor         | Indianapolis | 60 m piani  | 4ª               | 7"13        |                       |
| 1987                             | Mondiali indoor         | Indianapolis | 200 m piani | Argento          | 22"66       |                       |
| 1987                             | Mondiali                | Roma         | 100 m piani | Bronzo           | 11"04       |                       |
| 1987                             | Mondiali                | Roma         | 200 m piani | Bronzo           | 22"06       |                       |
| 1988                             | Giochi olimpici         | Seul         | 100 m piani | Quarti di finale | 11"03       |                       |
| 1988                             | Giochi olimpici         | Seul         | 200 m piani | 4ª               | 21"99       |                       |
| 1988                             | Giochi olimpici         | Seul         | 4×100 m     | Semifinale       | 43"30       |                       |
| 1989                             | Mondiali indoor         | Budapest     | 60 m piani  | Bronzo           | 7"10        |                       |
| 1989                             | Mondiali indoor         | Budapest     | 200 m piani | Oro              | 22"34       | Record dei campionati |
| 1990                             | Giochi del Commonwealth | Auckland     | 100 m piani | Oro              | 11"02       |                       |
| 1990                             | Giochi del Commonwealth | Auckland     | 200 m piani | Oro              | 22"76       |                       |
| 1991                             | Mondiali indoor         | Siviglia     | 60 m piani  | Argento          | 7"08        |                       |
| 1991                             | Mondiali indoor         | Siviglia     | 200 m piani | Oro              | 22"24       | Record dei campionati |
| 1991                             | Mondiali                | Tokyo        | 100 m piani | Bronzo           | 11"06       |                       |
| 1991                             | Mondiali                | Tokyo        | 200 m piani | Bronzo           | 22"21       |                       |
| 1991                             | Mondiali                | Tokyo        | 4×100 m     | Oro              | 41"94       |                       |
| 1992                             | Giochi olimpici         | Barcellona   | 100 m piani | 5ª               | 10"88       |                       |
| 1992                             | Giochi olimpici         | Barcellona   | 200 m piani | Bronzo           | 22"09       |                       |
| 1992                             | Giochi olimpici         | Barcellona   | 4×100 m     | Finale           | dnf         |                       |
| 1993                             | Mondiali                | Stoccarda    | 100 m piani | Argento          | 10"82       |                       |
| 1993                             | Mondiali                | Stoccarda    | 200 m piani | Oro              | 21"98       |                       |
| 1993                             | Mondiali                | Stoccarda    | 4×100 m     | Bronzo           | 41"94       |                       |
| 1995                             | Mondiali indoor         | Barcellona   | 60 m piani  | Oro              | 6"97        |                       |
| 1995                             | Mondiali                | Göteborg     | 100 m piani | Argento          | 10"94       |                       |
| 1995                             | Mondiali                | Göteborg     | 200 m piani | Oro              | 22"12       |                       |
| 1995                             | Mondiali                | Göteborg     | 4×100 m     | Argento          | 42"25       |                       |
| 1996                             | Giochi olimpici         | Atlanta      | 100 m piani | Argento          | 10"94       |                       |
| 1996                             | Giochi olimpici         | Atlanta      | 200 m piani | Argento          | 22"24       |                       |
| 1996                             | Giochi olimpici         | Atlanta      | 4×100 m     | Bronzo           | 42"24       |                       |
| 1997                             | Mondiali                | Atene        | 100 m piani | 7ª               | 11"29       |                       |
| 1997                             | Mondiali                | Atene        | 200 m piani | Bronzo           | 22"40       |                       |
| 2000                             | Giochi olimpici         | Sydney       | 100 m piani | Bronzo           | 11"19       |                       |
| 2000                             | Giochi olimpici         | Sydney       | 4×100 m     | Argento          | 42"13       |                       |
| In rappresentanza della Slovenia |                         |              |             |                  |             |                       |
| 2003                             | Mondiali indoor         | Birmingham   | 60 m piani  | Bronzo           | 7"20        |                       |
| 2003                             | Mondiali                | Parigi       | 100 m piani | Semifinale       | 11"26       |                       |
| 2003                             | Mondiali                | Parigi       | 200 m piani | Quarti di finale | 23"22       |                       |
| 2004                             | Mondiali indoor         | Budapest     | 60 m piani  | Semifinale       | 7"21        |                       |
| 2004                             | Giochi olimpici         | Atene        | 100 m piani | Semifinale       | 11"21       |                       |
| 2004                             | Giochi olimpici         | Atene        | 200 m piani | Quarti di finale | 23"07       |                       |
| 2006                             | Europei                 | Göteborg     | 100 m piani | Semifinale       | 11"44       |                       |
| 2007                             | Mondiali                | Osaka        | 100 m piani | Batteria         | 11"64       |                       |
| 2010                             | Europei                 | Barcellona   | 4×100 m     | Batteria         | 44"30       |                       |
| 2012                             | Europei                 | Helsinki     | 4×100 m     | Batteria         | 44"28       |                       |

## Altre competizioni internazionali
1990
- Oro alla Grand Prix Final ( Atene), 200 m piani - 21"88

1994
- Oro alla Grand Prix Final ( Parigi), 100 m piani - 10"78

1996
- Oro alla Grand Prix Final ( Milano), 100 m piani - 10"74

## Riconoscimenti
- Atleta mondiale dell'anno (1990)